# Gruvberget, Boden

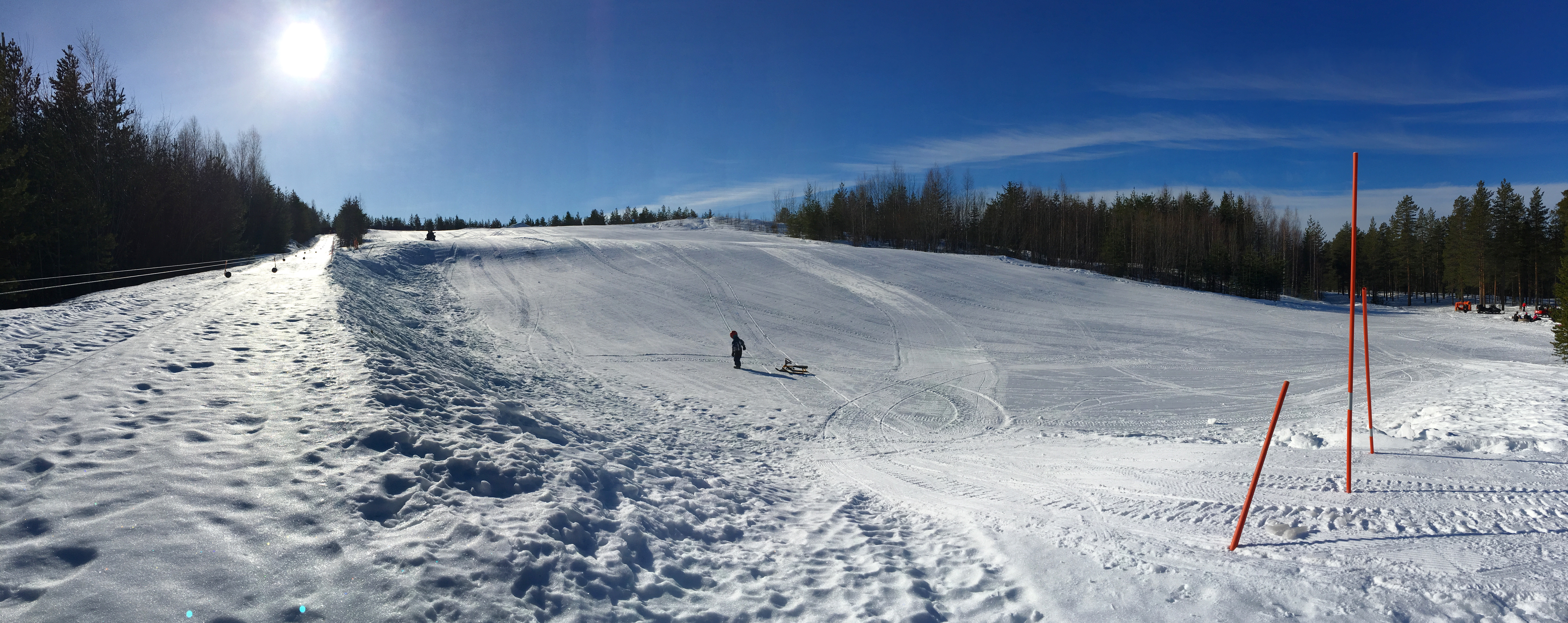
Gruvbergets pulk- och slalombacke, vintern 2016.

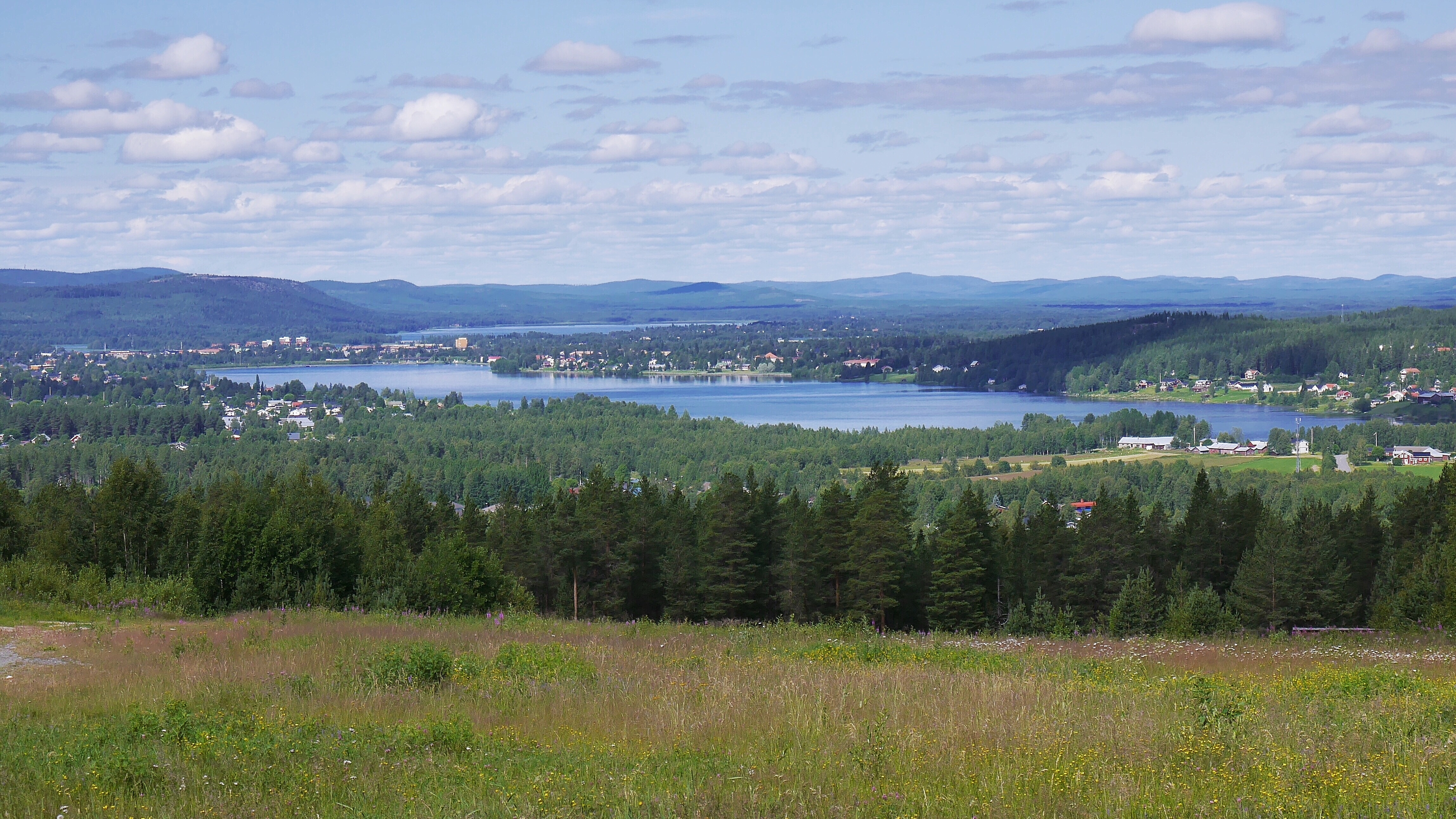
Utsikt över Boden från toppstugan, sommaren 2016.

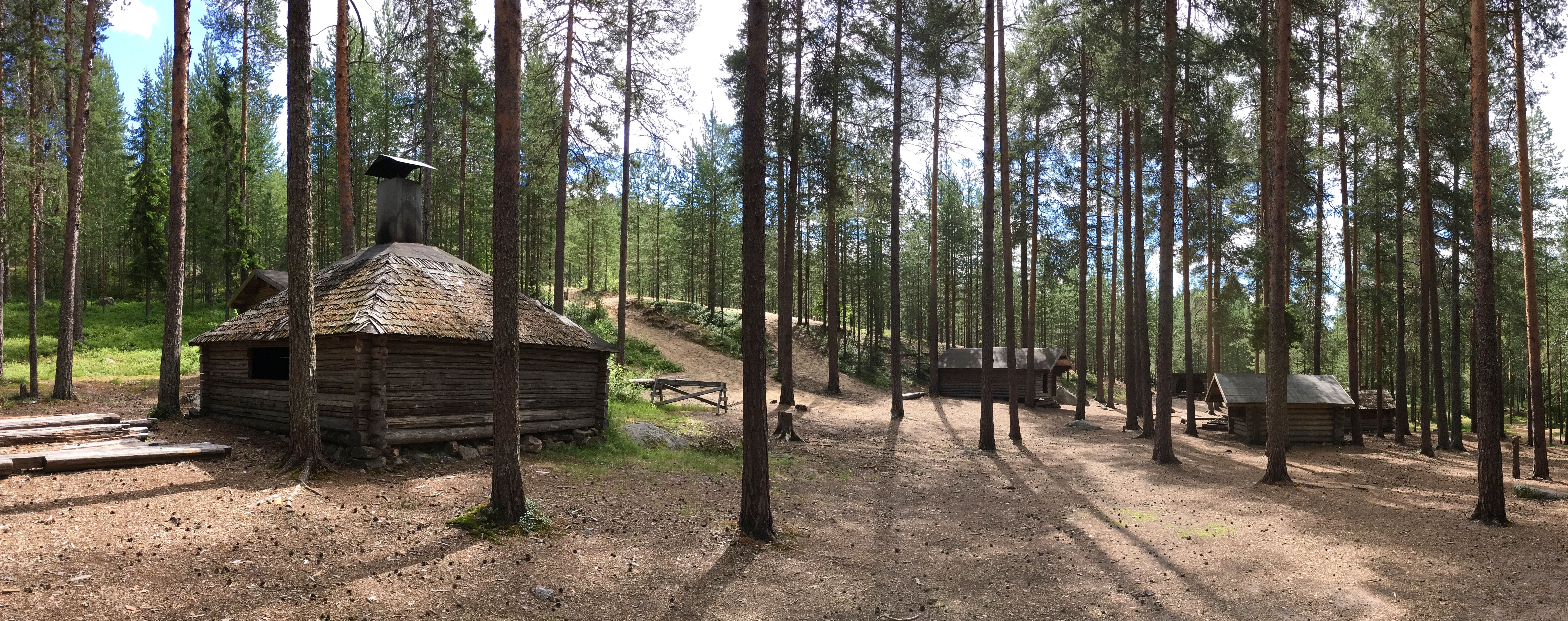
Gruvbergets kulturområde, sommaren 2016.

Gruvberget är en åretrunt-anläggning i Boden som drivs av Friluftsfrämjandet.
Vintertid finns en pulk- och slalombacke samt möjlighet till längdskidåkning i ett 2,5 kilometer långt elljusspår.
Det finns grill- och rastplatser på bergets topp samt nedanför backen.
Vid bergets fot finns ett kulturområde initierat av Bosse Westin. På platsen finns några byggnader i gammal byggstil uppställda.
Kulturområdet och dess byggnader har utsatts för en del vandalisering. Bland annat har delar av byggnaderna utsatts för bränder. 